# Gary Doak
Gary Doak (Goerich, Ontario, 1946. február 25. – Lynnfield, Massachusetts, 2017. március 25.) kanadai jégkorongozó.

## Pályafutása
1965 és 1981 között a Detroit Red Wings, a Boston Bruins, a Vancouver Canucks és a New York Rangers védője volt. 789 NHL-mérkőzésen lépett pályára, 23 gólt ért el és 107 gólpasszt adott. Tagja volt a Boston Bruins 1970-es Stanley-kupa-győztes csapatának. Visszavonulása után 1981 és 1985 között a bostoni csapat segédedzője volt. Később két éven a University of Massachusetts Boston vezetőedzője volt.

## Sikerei, díjai
Boston Bruins
- Stanley-kupa
  - győztes: 1969–70